# Motor Knight

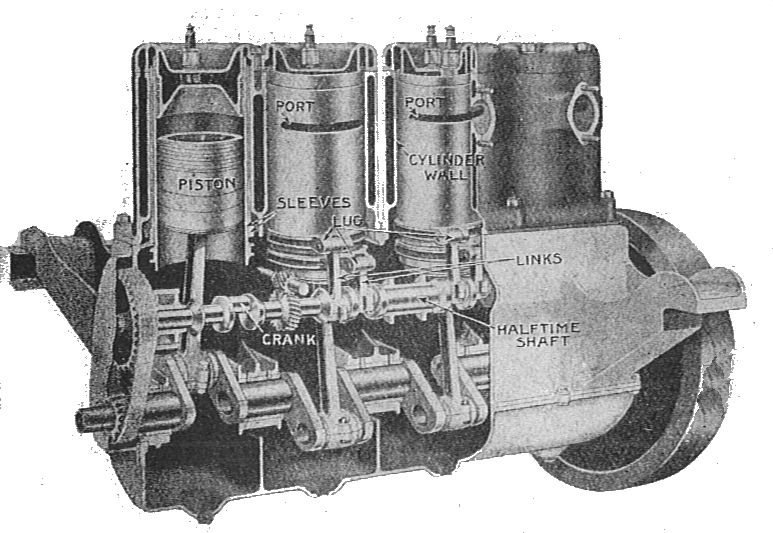
Motor Knight de cuatro cilindros, seccionado para mostrar el sistema de válvulas de camisa

El motor Knight fue un propulsor de combustión interna, diseñado por el estadounidense Charles Yale Knight (1868-1940), que usaba válvulas de camisa en lugar de la construcción más común con válvulas de asiento.
Aunque finalmente estos motores fueron fabricados en las mayores cantidades en los Estados Unidos, el diseño de Knight se convirtió en un éxito comercial gracias a su desarrollo en Inglaterra y sobre todo en Francia. En última instancia, las patentes de Knight se otorgaron en al menos ocho países diferentes y los motores fueron construidos por una treintena de empresas.

## Historia
Nacido en Indiana en 1868, Knight fue originalmente  impresor y editor de periódicos, que publicaba una revista sobre granjas en el Medio Oeste llamada "Dairy Produce". Para cubrir sus actividades diarias durante los años de 1901 y 1902, compró uno de los primeros automóviles Knox, un vehículo de tres ruedas con un motor monocilíndrico refrigerado por aire cuyas válvulas ruidosas le molestaban. Creía que podía diseñar un motor mejor y procedió a hacerlo. Knight estaba familiarizado con las válvulas deslizantes utilizadas en los primeros motores Otto, después de haber reparado un mecanismo de válvulas similar en el aserradero de su padre. Sin embargo, la válvula de deslizamiento había sido reemplazada en los motores de gasolina por la válvula de asiento, cuyas características se adaptaban mejor a los motores de cuatro tiempos.
Al principio, Knight intentó hacer que todo el cilindro del motor oscilara para abrir y cerrar los orificios de admisión y de escape. Aunque patentó esta disposición, pronto la abandonó en favor de una solución con una doble camisa deslizante. Respaldado por el empresario de Chicago L.B. Kilbourne, se construyó un primer motor experimental en Oak Park (Illinois) en 1903. La investigación y el desarrollo continuaron hasta 1905, cuando un prototipo pasó una serie de pruebas rigurosas en Elyria (Ohio). Habiendo desarrollado un motor práctico (con una inversión de alrededor de 150.000 dólares), Knight y Kilbourne mostraron un vehículo de turismo completo denominado "Silent Knight" en el Chicago Auto Show de 1906. Equipado con un motor de 4 cilindros y 40 HP (30 kilovatios), el automóvil tenía un precio de 3500 dólares.

### Motor Knight
El diseño del motor Knight utilizaba dos camisas de hierro fundido por cilindro, una deslizándose dentro de la otra, con el pistón dentro de la camisa interior. Los manguitos eran operados por pequeñas bielas accionadas por un eje excéntrico y tenían las troneras recortadas en sus extremos superiores. La culata (conocida como "junk head") era como un pistón fijo invertido con su propio conjunto de anillos que se proyectaban hacia abajo dentro de la camisa interior. Los cabezales eran individualmente desmontables para cada cilindro. El diseño era extraordinariamente silencioso y las válvulas de camisa necesitaban poco mantenimiento. Sin embargo, era más caro de fabricar que un motor convencional, debido a la precisa rectificación requerida en las superficies de las camisas. También consumía más aceite a altas velocidades y era más difícil de poner en marcha en climas fríos.
El diseño del motor permitía una ubicación más centrada de las bujías para proporcionar una mejor trayectoria de la llama, grandes troneras para un mejor flujo del gas y cámaras de combustión hemisféricas que, a su vez, permitieron aumentar la potencia. Además, las válvulas de camisa requerían mucho menos mantenimiento que las válvulas con empujadores, que necesitaban ajuste, rectificado e incluso un reemplazo después de unos pocos miles de kilómetros. Sin embargo, las características adiabáticas e isotérmicas que acompañan al aumento de la potencia disponible gracias a las grandes áreas de las troneras en las camisas (en relación con los diseños contemporáneos con válvulas de empuje), se convirtieron en el talón de Aquiles de la válvula de doble camisa. Gran parte de la ventaja que se podía obtener del aumento de la eficiencia volumétrica no se aprovechaba debido a la incapacidad de transferir el calor resultante en un gradiente lo suficientemente alto como para evitar temperaturas internas excesivas. Como consecuencia de estas condiciones térmicas, y contrariamente a la práctica convencional, el área de la tronera de admisión se redujo a un valor sustancialmente menor que la sección de la tronera de escape. Los motores posteriores que tenían camisas más delgadas, recubiertas de acero y metal blanco tenían niveles mejorados de disipación de calor, pero los problemas de transferencia térmica debían seguir siendo característicos del diseño, limitando así el desarrollo del potencial inherente del motor de válvula de camisas dobles.
Las mejoras en el diseño y los materiales del más habitual motor de válvulas de empuje, eliminaron la mayoría de las ventajas que tenía inicialmente el sistema con válvulas de camisa, de modo que a principios de la década de 1930 la fabricación del Silent Knight había cesado, y solo un par de fabricantes de automóviles franceses continuaron apostando por este motor.
Knight y Kilbourne esperaban interesar a los fabricantes de automóviles estadounidenses en el motor con el propósito de vender licencias para su fabricación, pero inicialmente no había compradores. Pierce-Arrow de Búfalo (Nueva York) probó el motor frente a uno de los suyos y descubrió que era más potente a velocidades superiores a 30 mph (48 kilómetros por hora) y que también giraría más rápido. Sin embargo, lo rechazaron como inadecuado para su gama de automóviles porque creían que cualquier velocidad por encima de 55 mph (89 kilómetros por hora) era insegura. También consideraron excesivo el consumo de aceite (alrededor de 2 cuartos por 70 millas). Knight también recibió cierta mala publicidad cuando un prototipo con motor Knight se inscribió en la gira Glidden de 1906, pero se retiró el primer día debido a un fallo mecánico.

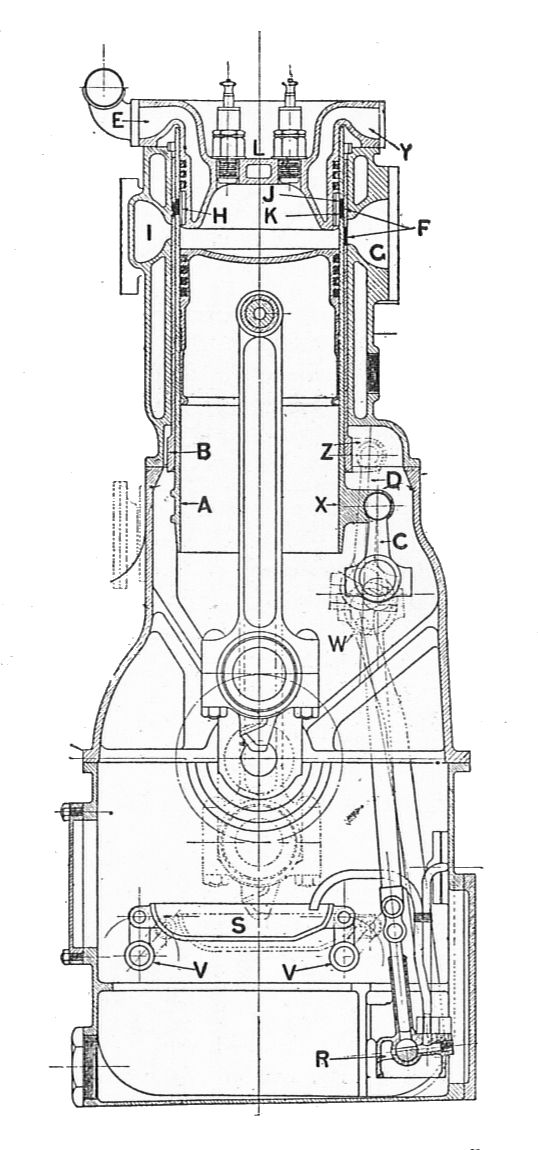
Motor Knight-Daimler. Sección transversal

### Daimler-Knight

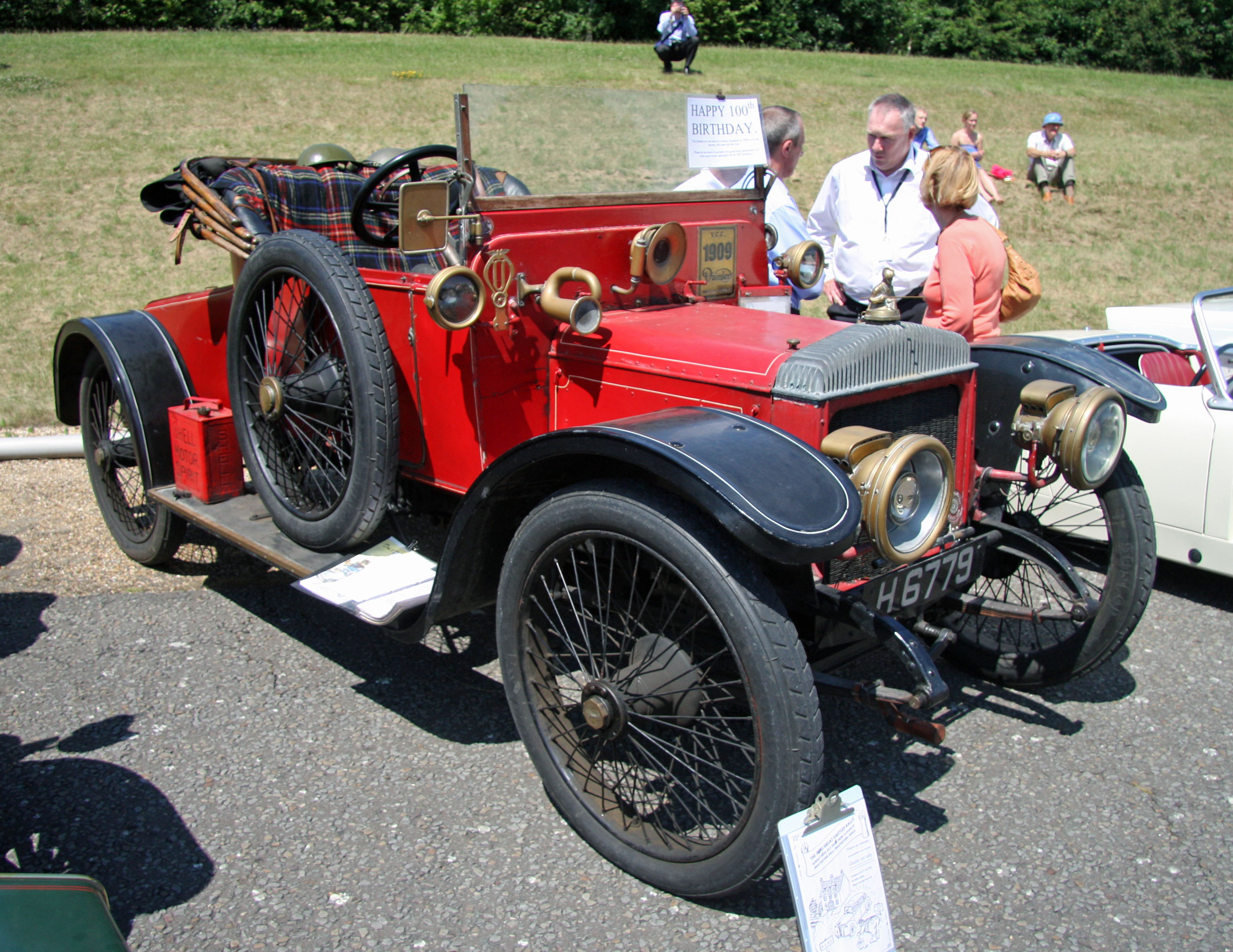
Daimler 22 hp convertible biplaza (1909). El emblema sobre su radiador representa al inventor (C. Y.) Knight

Atraído por las posibilidades del motor "Silent Knight", Edward Manville, presidente de la Daimler británica, escribió a Knight en Chicago. Knight había ignorado hasta entonces dos de sus misivas, pero ante las dificultades que se le estaban presentando en los Estados Unidos, cambió de opinión, y decidió tratar de interesar a los fabricantes ingleses en su motor. En 1907 se embarcó con uno de sus automóviles hacia Londres, donde logró ver a su compatriota Percy Martin, también director de Daimler. Los ingenieros de Daimler probaron el motor y los resultados fueron lo suficientemente alentadores para que Daimler estableciera un equipo secreto para desarrollar completamente el concepto de Knight. Poco tiempo después, Knight se estableció en Inglaterra, cerca de Coventry, en 1907.
Daimler contrató a Frederick Lanchester como consultor para este propósito y se realizó un importante rediseño y refinamiento del trabajo inicial de Knight, convirtiéndolo en una propuesta práctica. Cuando se dio a conocer en septiembre de 1908, el nuevo motor causó sensación: "Basta con decir que las válvulas en forma de hongo con resortes, levas y muchas partes pequeñas, son barridas radicalmente, que se dispone de una cámara de combustión casi perfectamente esférica, y una camisa o tubo de hierro fundido como la parte de la cámara de combustión en la que el pistón se desplaza".
Al finalizar el proyecto, el motor ya no era "Wholly Knight" (completamente Knight). Knight obtuvo una patente británica para su motor modificado el 6 de junio de 1908. En septiembre, Daimler anunció que estos motores "Silent Knight" se instalarían en algunos de sus modelos de 1909.
Para combatir las críticas de sus competidores, Daimler hizo que el RAC (Royal Automobile Club) llevara a cabo sus propias pruebas independientes en el Daimler-Knight. Los ingenieros del RAC tomaron dos motores Knight y los pusieron en marcha a plena carga durante 132 horas sin parar. Luego, los mismos motores se instalaron en un vehículo de turismo y se condujeron a lo largo de 2000 mi (3219 kilómetros) en la pista de carreras de Brooklands, después de lo cual se desmontaron y nuevamente se pusieron en funcionamiento en el banco de pruebas durante 5 horas. Los ingenieros del RAC informaron que, cuando se desmontaron los motores, no hubo desgaste perceptible, los cilindros y los pistones estaban limpios y las válvulas tampoco mostraron signos de desgaste. El RAC quedó tan impresionado que le otorgó a Daimler el Trofeo Dewar de 1909.
Los informes del RAC hicieron que el precio de las acciones de Daimler aumentara de 0,85 a 18,75 libras, y los competidores de la compañía llegaron a temer que el motor de válvulas de empuje pronto quedara obsoleto. W O Bentley opinó que el motor Daimler-Knight funcionaba tan bien como el propulsor de un Rolls-Royce.
El motor Knight (mejorado significativamente por los ingenieros de Daimler) atrajo la atención de los fabricantes de automóviles europeos. Daimler compró los derechos de Knight "para Inglaterra y las colonias" y compartió la propiedad de los derechos europeos, de los que adquirió el 60 %, con Minerva de Bélgica. Los derechos europeos adquiridos también fueron utilizados por Panhard y Mercedes. Daimler abandonó los motores de válvulas de empuje y mantuvo sus silenciosos motores de válvulas de camisa hasta mediados de los años 1930.
Sin embargo, muchos vehículos fueron descritos como propensos a los fallos debido a la deficiente lubricación de las caras de contacto del cilindro y la camisa. A menudo, no se podía garantizar una lubricación adecuada con los lubricantes disponibles en ese momento, especialmente con un mantenimiento inadecuado. Este problema aumentó con las velocidades del motor de más de 1600 rpm, momento en el que el motor de válvulas de camisa dejaba de proporcionar una potencia superior. Con una velocidad del motor máxima alcanzable de aproximadamente 1750 rpm, el potencial de desarrollo a largo plazo del motor era muy limitado.

### América del Norte

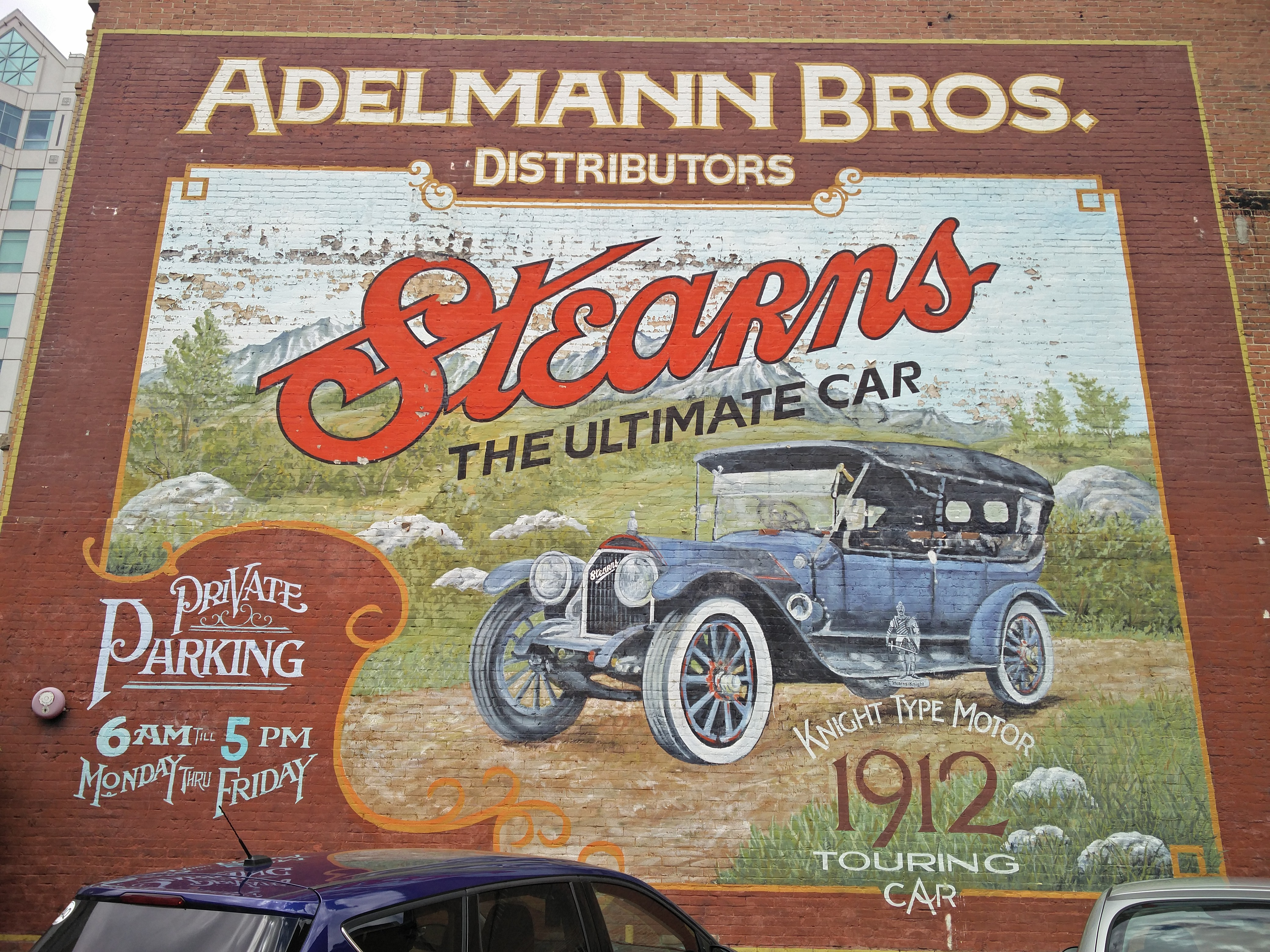
Una réplica de un anuncio de 1912 del motor Knight para la compañía Stearns, situado en Boise

Thomas Russell, de la Canada Cycle & Motor Co. Ltd. había seguido los trabajos de Knight con interés y cuando leyó los artículos publicados sobre las pruebas del RAC se fue a Inglaterra en 1909 para obtener una licencia de Knight. Russell también llegó a un acuerdo con Daimler, mediante el que la compañía británica le suministraría los motores Daimler-Knight durante dos años. Russell pasó a fabricar varios modelos de automóviles de lujo, los Russell-Knight.
En agosto de 1911 los fabricantes de automóviles estadounidenses Columbia, Stearns y Stoddard-Dayton adquirieron la licencia del motor Knight. La Atlas Engineering Company de Indianápolis también compró una licencia para fabricar motores, que apareció en 1914 como Lyons-Knight.
Columbia, Stoddard-Dayton y Atlas quebraron poco después y sus licencias fueron transferidas a otras compañías. Edwards-Knight obtuvo una que pasaría a Willys, mientras que Moline adquirió otra que conservó durante la década de 1920.
En 1913, un Mercedes-Knight conducido por Théodore Pilette corrió en las 500 Millas de Indianápolis donde, a pesar de tener el motor más pequeño, obtuvo el quinto lugar con un promedio de 68,148 mph (109,674 kilómetros por hora).
Willys realizó mejoras en el motor Knight que fueron patentadas y en 1916 anunció su Willys-Knight 88-4. Más adelante se abrió una planta de fabricación canadiense en Toronto para construir modelos de exportación.
Hacia 1925, había cinco empresas en los Estados Unidos produciendo chasis con motores Knight. Willys-Knight fabricaba 250 automóviles por día, y ese mismo año anunció que había más de 180.000 motores Willys-Knight en uso en todo el mundo. La firma también se hizo cargo de Stearns ese año, formando una asociación de empresas con este propósito (las compañías no se fusionaron).
Las ventas de los automóviles Willys-Knight disminuyeron hacia finales de los años 1920. Gracias al trabajo de Harry Ricardo y Charles Kettering, los motores con válvulas empujadas, más simples, se volvieron cada vez más eficientes. La aparición del motor Knight en un Chrysler de 1924 evidenció su alto costo de fabricación, lo que comenzó a poner en entredicho sus ventajas mecánicas. Mientras Willys seguía construyendo estos motores en la década de 1930, el trabajo de desarrollo había cesado por completo. Las patentes de Knight expiraron en 1932. Aunque en junio de ese año se anunció un modelo Willys-Knight Streamline Six para 1933, no consta que la producción continuara en 1933. Estos fueron los últimos automóviles con válvula de camisa fabricados en los Estados Unidos.

### Europa
Como ya se ha visto, el motor Knight, aunque se originó en los Estados Unidos, se desarrolló para dar sus mejores resultados en Inglaterra. Europa se convirtió en el escenario de sus primeros éxitos, donde también perduró más tiempo. Mercedes construyó su Knight 16/50 de 4 litros hasta 1924, mientras que el Simson Supra Knight de 1925-26 fue probablemente el último automóvil alemán con motor Knight. En Francia, además de Peugeot y Mors, dos marcas de automóviles de lujo utilizaron el motor Knight como equipo estándar entre 1923 y 1940: "Avions Voisin" y "Panhard". Voisin también construyó un motor radial refrigerado por aire utilizando el principio de Knight en 1935, que fue su último uso de la tecnología Knight. El Panhard et Levassor Dynamic, producido hasta el verano de 1940, fue el último automóvil de pasajeros con motor Knight que se construyó en serie.

## Algunos automóviles con motor Knight

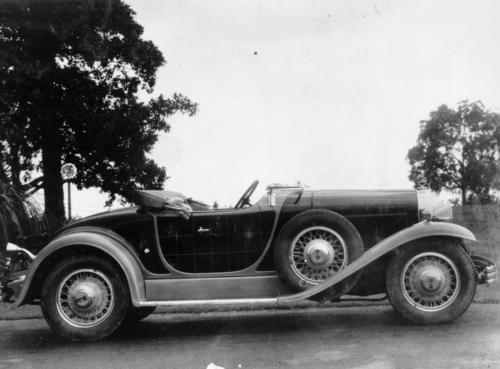
Willys-Knight Great Six roadster, 1929-30

- Brewster
- Columbia (1912-1913)
- Daimler
- Falcon-Knight (1927-1929)
- Lyons-Knight (1913-1915)
- Mercedes (1911-1924)[7]
- Minerva
- Moline-Knight (1914-1919)
- Mors
- Panhard et Levassor
- Peugeot
- R&V Knight (1920-1924)
- Silent-Knight (1905-1907)
- Stoddard-Dayton
- Stearns-Knight (1911-1929)
- Voisin (1919-1938)
- Willys-Knight (1915-1933)
- Yellow Cab/Truck Co. (1923-1927)